# Jean-Paul Sauthier
Pour les articles homonymes, voir Sauthier.
Jean-Paul Sauthier, né le 27 mai 1942 à Lyon et mort le 16 septembre 2016 à Cervières, est un joueur français de hockey sur gazon qui jouait au poste de gardien de but.
Il a d'abord évolué au LOU Hockey Club (avec lequel il fut champion de France) avent d'évoluer sous les couleurs du FC Lyon.

## Palmarès
- Équipe de France : 60 sélections (gazon et salle) au poste de gardien de but de 1963 à 1972 à Munich.
- Champion de France avec le L.O.U : 1re division sur gazon 1967 et en hockey en Salle 1968
- 1re sélection en équipe de France de hockey sur gazon: le 2 octobre 1963.
- Participation Hockey sur gazon  - aux Jeux olympiques d'été à Mexico en 1968 - (10e), et aux Jeux olympiques d'été à Munich en 1972 - (12e).
- 1er Championnat d'Europe de hockey sur gazon, en 1970 à Bruxelles.4e
- Championnat du monde à Barcelone 1971
- Coupe Intercontinentale à Kuala Lumpur -  MALAISIE - porte drapeau de l'équipe de France.
- Gardien de but, notamment à Nagpur lors de la première victoire de l'équipe de France sur celle de l'Inde en janvier 1965 lors d'une tournée de cinq semaines dans ce pays comprenant 11 matchs face à l'équipe nationale des Indes